# كامل علييف
كامل مسيب أوغلو علييف (22 أكتوبر 1921، يريفان - 1 مارس 2005، باكو)، فنان حياكة السجاد الأذربيجاني، وأستاذ، ورسام الشعب لجمهورية أذربيجان.(1982)

## حياته
ولد كامل علييف في 22 أكتوبر 1921 في يريفان. في سبتمبر لعام 1936، أخذته والدته إلى مدرسة باكو للفنون للفنان المعروف عزيم عزيمزاده. درس كامل علييف في قسم الديكور في هذه المدرسة لمدة ثلاثة سنوات، وتعلم فنون الرسم بمشورة أساتذتهِ، وبدأ العمل كفنان ونقل إلى المختبر التجريبي لاتحاد "أذرخالشا".

## الوصلات الخاريجية
https://www.youtube.com/results?search_query=kamil+%C9%99liyev+